# داريل لونغ
داريل لونغ (بالإنجليزية: Darrell Long)‏ هو مهندس وعالم حاسوب أمريكي، ولد في 5 أغسطس 1962 في سان دييغو في الولايات المتحدة.